# Moldava v Krušných horách
Moldava v Krušných horách (pol. Moldava w Rudawach) – stacja kolejowa w Moldavie, końcowa dla linii 135 z Mostu. Leży na wysokości 780 m n.p.m.  Tablica upamiętniająca pisarza Adolfa Branalda, który tu pracował.